# Centro cerebral del lenguaje
La zona cerebral del habla (o más exactamente centros, por ejemplo, el área de Broca y el área de Wernicke) se refiere a las áreas del cerebro que desempeñan una función especial para el procesamiento y producción del habla.

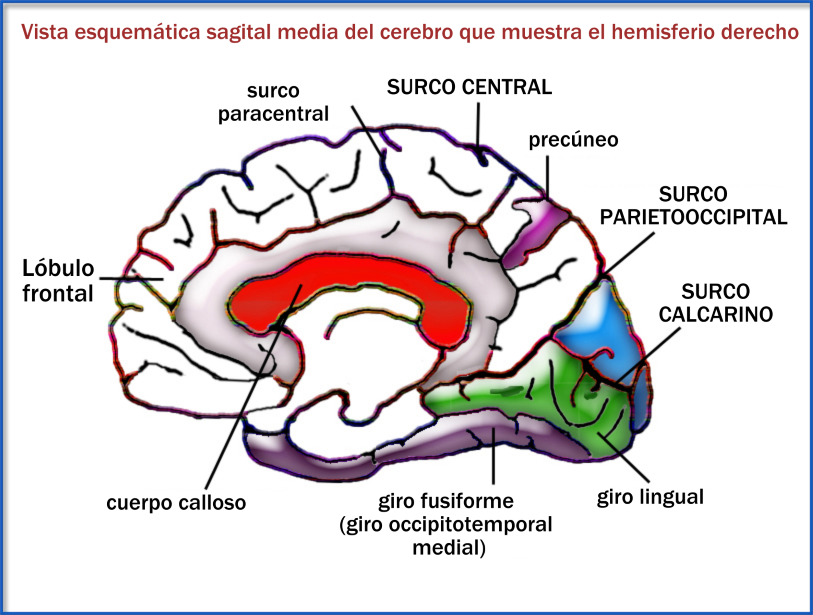
Cerebro

## Consenso científico actual
Las nuevas técnicas de formación de imágenes médicas, tales como PET y fMRI han permitido a los investigadores generar imágenes que muestran qué áreas de un cerebro vivo están activas en un momento dado. En el pasado, la investigación se basaba principalmente en la observación de la pérdida de capacidad resultante de daños a la corteza cerebral. Desde ese avance, toda una serie de áreas relativamente grandes del cerebro se han encontrado implicadas en el procesamiento del habla. En la investigación más reciente, regiones subcorticales (los que se encuentran por debajo de la corteza cerebral, tal como el putamen y el núcleo caudado), así como las áreas pre-motor (BA 6) han recibido una mayor atención. Ahora se asume generalmente que las siguientes estructuras de la corteza cerebral cerca de las cortezas auditivas primarias y secundarias desempeñan un papel fundamental en el procesamiento de voz:

Áreas del cerebro relacionadas con el lenguaje. La circunvolución angular se representa en naranja, la circunvolución supramarginal en amarillo, el área de Broca en azul, el área de Wernicke en verde y la corteza auditiva primaria en rosa.

- Giro temporal superior (STG): procesamiento morfosintáctico (sección anterior), integración de la información sintáctica y semántica (sección posterior).
- Giro frontal inferior (IFG, área de Brodmann (BA) 45/47): procesamiento sintáctico, memoria de trabajo.
- Giro frontal inferior (IFG, BA 44): procesamiento sintáctico, memoria de trabajo.
- Giro temporal medio (MTG): procesamiento léxico semántico.

El hemisferio izquierdo es normalmente dominante en las personas diestras, aunque activaciones bilaterales no son poco comunes en el área de procesamiento sintáctico. Ahora se acepta que el hemisferio derecho juega un papel importante en el procesamiento de las características suprasegmentales acústicos como la prosodia.
La mayoría de las áreas de procesamiento de lenguaje se desarrollan en el segundo año de vida en un hemisferio del cerebro, que a menudo corresponde al opuesto de la mano dominante. El 98 % de las personas diestras tienen el hemisferio izquierdo dominante, y la mayoría de los zurdos el hemisferio derecho. Aun así, los investigadores señalan que en el proceso gradual de envejecimiento, el lenguaje hablado comienza a ser una función compartida por ambos hemisferios.

## Evolución del hemisferio cerebral
Entre los 25 y los 67 años de edad, aproximadamente, el área de control del lenguaje se va distribuyendo de manera cada vez más uniforme, hasta que la actividad del lenguaje puede ser medida en ambos hemisferios por igual.
Este conocimiento puede ofrecer una nueva esperanza para la rehabilitación de las funciones cerebrales en adultos después de un ataque de apoplejía (derrame cerebral) o de lesiones traumáticas del cerebro. El hecho de que la adaptabilidad para el lenguaje se ve incluso en las personas más ancianas, apoya la noción de que estos pacientes pueden rehabilitarse y volver a la vida productiva, posiblemente incluso después de un derrame cerebral devastador.

## Los modelos más antiguos
La diferenciación de la producción del habla en solo dos grandes secciones del cerebro (es decir, áreas de Broca y de Wernicke) se aceptó mucho antes de la llegada de las técnicas de imagen médica. Ahora se consideran obsoletas.
El área de Broca fue sugerida por primera vez para jugar un papel en la función del habla por el neurólogo y antropólogo francés Paul Broca en 1861. La base de este descubrimiento fue el análisis de los problemas del habla resultantes de lesiones a esta región del cerebro, que se encuentra en la circunvolución frontal inferior. Las lesiones del área de Broca dieron principalmente a un trastorno de la producción del habla. El daño a la zona de Wernicke, que se encuentra en la parte inferior del lóbulo temporal, conducen principalmente a perturbaciones en la recepción del habla. Esta área fue nombrada para médico alemán Carl Wernicke, quien la descubrió en 1874 en el curso de sus investigaciones sobre la afasia.
El Área de Broca todavía se considera un importante centro de idiomas, jugando un papel central en la sintaxis de procesamiento, la gramática y la estructura de la oración.
En resumen, estos esfuerzos de investigación iniciales demostraron que la producción del habla semántica y estructural se lleva a cabo en diferentes áreas del cerebro.